# Сабаріш
Сабаріш (порт. Sabariz; МФА: [sɐ.bɐ.ˈɾiʃ]) — парафія в Португалії, у муніципалітеті Віла-Верде. Розташована в північно-західній частині країни, на теренах історичної португальської провінції Дору-Міню. Входить до складу округу Брага. За адміністративним поділом, чинним до 1976 року, терени парафії були складовою провінції Міню. Належить до Бразької архідіоцезії Католицької церкви. Патрон — святий Яків. Площа — 2,0701 км². Населення — 443 ос. (2011). Слабо урбанізований регіон. Густота населення — 214 осіб/км²
. Код — 031340.

## Населення
| Кількість мешканців | Кількість мешканців | Кількість мешканців | Кількість мешканців | Кількість мешканців | Кількість мешканців | Кількість мешканців | Кількість мешканців | Кількість мешканців | Кількість мешканців | Кількість мешканців | Кількість мешканців | Кількість мешканців | Кількість мешканців | Кількість мешканців |
| ------------------- | ------------------- | ------------------- | ------------------- | ------------------- | ------------------- | ------------------- | ------------------- | ------------------- | ------------------- | ------------------- | ------------------- | ------------------- | ------------------- | ------------------- |
| 1864                | 1878                | 1890                | 1900                | 1911                | 1920                | 1930                | 1940                | 1950                | 1960                | 1970                | 1981                | 1991                | 2001                | 2011                |
| 284                 | 296                 | 360                 | 318                 | 339                 | 363                 | 362                 | 417                 | 389                 | 398                 | 350                 | 366                 | 344                 | 353                 | 443                 |